# Balanus flos
Balanus flos is een zeepokkensoort uit de familie van de Balanidae. De wetenschappelijke naam van de soort werd voor het eerst geldig gepubliceerd in 1907 door Pilsbry.